# Niall Farrell (Boxer)
Niall Dean Farrell (* 6. September 1997) ist ein britischer Boxer im Fliegengewicht (49–52 kg).

## Erfolge
Niall Farrell gewann 2013 die britischen Juniorenmeisterschaften und 2014 die ersten Jugendmeisterschaften des Englischen Amateurverbandes (ABA), woraufhin er ins Nationalteam aufgenommen wurde. Im selben Jahr gewann er eine Bronzemedaille im Halbfliegengewicht bei den Jugend-Europameisterschaften in Kroatien.
2017 wurde er Englischer Meister im Fliegengewicht und gewann das Gee-Bee Tournament in Finnland. Im Juni 2017 startete er bei den Europameisterschaften in der Ukraine und kämpfte sich gegen Reece McFadden (5:0), Manuel Cappai (5:0) und Brendan Irvine (5:0) ins Finale vor, wo er gegen Daniel Assenow (2:3) ausschied. Er war daraufhin für die Weltmeisterschaften 2017 in Hamburg qualifiziert, wo er im Achtelfinale gegen Ceiber Ávila ausschied.